# Xiaomei Shuiku
Xiaomei Shuiku är en reservoar i Kina. Den ligger i provinsen Hainan, i den södra delen av landet, omkring 160 kilometer söder om provinshuvudstaden Haikou. Xiaomei Shuiku ligger 136 meter över havet. Arean är 2,5 kvadratkilometer. I omgivningarna runt Xiaomei Shuiku växer i huvudsak städsegrön lövskog. Den sträcker sig 3,2 kilometer i nord-sydlig riktning, och 1,7 kilometer i öst-västlig riktning.
Genomsnittlig årsnederbörd är 2 305 millimeter. Den regnigaste månaden är juli, med i genomsnitt 380 mm nederbörd, och den torraste är januari, med 15 mm nederbörd.